# Okko Kamu
Okko Tapani Kamu (ur. 7 marca 1946 w Helsinkach) – fiński dyrygent.

## Życiorys
Był synem kontrabasisty, w wieku dwóch lat podjął naukę gry na skrzypcach. Studiował u Onni Suhonena w Akademii Sibeliusa w Helsinkach. Początkowo występował jako skrzypek w Helsińskiej Orkiestrze Młodzieżowej i Helsińskiej Orkiestrze Filharmonicznej, w latach 1966–1968 był koncertmistrzem Fińskiej Opery Narodowej. W 1969 roku zdobył I nagrodę w Konkursie im. Herberta von Karajana w Berlinie. Od 1969 do 1970 roku gościnnie dyrygował Operą Królewską w Sztokholmie. W latach 1970–1971 był dyrygentem, następnie 1971–1977 pierwszym dyrygentem orkiestry symfonicznej radia fińskiego. Gościnnie dyrygował orkiestrami filharmonicznymi w Oslo (1975–1979) i Helsinkach (1981–1988). Od 1983 do 1988 roku był dyrygentem orkiestry symfonicznej radia duńskiego. Od 1996 do 1999 roku pełnił funkcję pierwszego dyrygenta Fińskiej Opery Narodowej. W latach 1998–2001 dyrygował gościnnie orkiestrą kameralną w Lozannie.
Poprowadził prawykonania oper Aulisa Salinnena Punainen viiva (1978) i Kuningas lähte Ranskaan (1984). Zajmował się także komponowaniem, pisał muzykę filmową i pieśni dla dzieci.